# 당나귀 무법자
"당나귀 무법자"는 1970년 개봉된 대한민국의 서부 영화이다.

## 등장 인물

### 주연
- 구봉서
- 서영춘
- 양훈
- 오경아
- 방인자
- 이순주
- 양석천
- 이철
- 최석
- 한혜령

### 조연
- 김세경
- 최혜원
- 황석주 아역
- 조춘
- 태일
- 이동출
- 최성규
- 박동용
- 고인식
- 이병만
- 문희철
- 김용식
- 김정태
- 정병휘
- 이봉구

## 참고 자료
- 당나귀 무법자 - 한국영화 데이터베이스